# جون إل. براون
جون إل. براون (بالإنجليزية: John L. Brown)‏ هو سياسي كندي، ولد في 1921 في داكوتا الجنوبية في الولايات المتحدة، وتوفي في 20 أكتوبر 2004 في سانت جونز في كندا. حزبياً، نشط في الحرب الديمقراطي الجديد لأونتاريو. وقد انتخب عضو برلمان مقاطعة أونتاريو.